# 雷福德 (北卡羅萊納州)
雷福德（英語：Raeford）是一個位於美國北卡羅萊納州霍克縣的城市，為霍克縣之縣治。

## 人口
根據2020年美國人口普查的數據，雷福德的面積為11.15平方千米，當中陸地面積為11.10平方千米，而水域面積為0.05平方千米。當地共有人口4559人，而人口密度為每平方千米409人。